# Кинделан, Альфредо
Альфредо Кинделан Дуани (исп. Alfredo Kindelán; 13 марта 1879, Сантьяго-де-Куба — 14 декабря 1962, Мадрид) — испанский военачальник, генерал. Участник Гражданской войны 1936—1939.

## Семья и образование
Родился в семье военного инженера Ультано Кинделана и его супруги Мануэлы, урожденной Дуани, происходившей из состоятельной кубинской семьи ирландского происхождения. В 1882 семья переехала в Испанию, в возрасте 13 лет Альфредо осиротел, а на следующий год поступил в инженерную академию в Гвадалахаре, которую окончил в звании лейтенанта в 1899. После поражения Испании в войне с США 1898, повлёкшего за собой потерю Кубы, семья оказалась в трудном положении. В последующие годы Альфредо, будучи молодым офицером, содержал семью и помогал братьям получить образование.

## Военный лётчик
Получил квалификацию пилота-аэронавта и поступил в 1901 в Службу военной аэронавтики, был ближайшим сотрудником генерала Вивеса, неоднократно совершал полёты на аэростатах. Завоевал известность на европейском уровне, дважды участвовал в Кубке Гордона Беннета, неофициальном чемпионате мира по аэронавтике, занял третье и четвёртое места. Автор книг «Дирижабли и самолёты» (1910) и «Воздушный испанский флот» (1916). Совместно с инженером Торресом Кеведо участвовал в строительстве первого испанского дирижабля, был первым пилотом дирижабля в Испании.
По поручению правительства совместно с генералом Вивесом занимался организацией первой в стране военной школы пилотов. С 1913 был командиром первой авиационной эскадрильи, с которой он участвовал в войне в Марокко. Затем вновь служил на полуострове (в европейской части Испании), где в 1921 организовал школу военной авиации в Лос-Алькасересе (Мурсия), в 1925 был направлен в Марокко в качестве командующего авиацией в Мелилье. В 1926 был произведён в генералы и назначен генеральным директором аэронавтики, под его руководством осуществлялись дальние перелёты испанских лётчиков.
После свержения королевской власти в 1931, убеждённый монархист Кинделан по собственному желанию перешёл в резерв и покинул страну. Жил во Франции и Швейцарии, работал инженером на заводе. В 1934 вернулся в Испанию, где активно участвовал в подготовке военного выступления националистов лета 1936.

## Участник гражданской войны
После начала гражданской войны 1936—1939 был назначен командующим авиацией в войсках националистов, организовал их в непростой ситуации, когда большинство лётчиков остались на стороне республики, и националистам пришлось заполнять вакансии добровольцами-аристократами из аэроклубов. 30 сентября 1936 Кинделан участвовал в совещании восьми ведущих военных лидеров националистов, на котором Франсиско Франко был избран единоличным военно-политическим вождём (каудильо), предложил его кандидатуру, зачитав соответствующий декрет. Взаимодействовал с немецкими лётчиками из легиона «Кондор», воевавшими на стороне националистов.

## Деятельность после гражданской войны
После окончания войны Кинделан не был назначен на вновь созданный пост министра авиации, так как Франко не хотел усиления позиций монархистов в этом ведомстве. Вместо этого он был назначен на командные посты в сухопутных войсках, где он не пользовался большим влиянием. В 1939—1941 он являлся генерал-капитаном Балеарских островов, в 1941—1942 — генерал-капитаном Каталонии. В 1943 он был назначен директором Высшей военной школы и академиком Академии истории. Во внешней политике ориентировался на Великобританию, в 1945 намечался монархистами на пост главы временного правительства, которое должно было руководить переходом страны к монархической форме правления. Из-за конфликта с германофильской частью окружения Франко и противоречий с самим каудильо (Кинделан публично выступал за восстановление монархии и заявлял о том, что армия готова оказать поддержку этому процессу) 23 августа 1945 был смещён с поста начальника Высшей военной школы, а в феврале 1946 отправлен в ссылку на Канарские острова.
После улучшения отношений Франко с монархистами, Кинделан был возвращён в столицу, занял своё место в Академии истории, был награждён Медалью авиации. Также ему был присвоен титул маркиза, который он принял с разрешения Дона Хуана, тогдашнего главы Дома Бурбонов в Испании. В 1949 был зачислен в резерв.

## В кинематографе
- 2019 Пока идет война / Mientras dure la guerra. В роли Микель Гарсиа Борда.